# Noviser
Noviser (Nonnula) är ett släkte i familjen trögfåglar inom ordningen jakamar- och trögfåglar. Släktet omfattar sex arter som förekommer från Panama till Amazonområdet och sydöstra Brasilien:
- Rostbröstad novis (N. rubecula)
- Brunhakad novis (N. sclateri)
- Brun novis (N. brunnea)
- Gråkindad novis (N. frontalis)
- Brunkronad novis (N. ruficapilla)
- Rosthuvad novis (N. amaurocephala)